# Leybuchtpolder

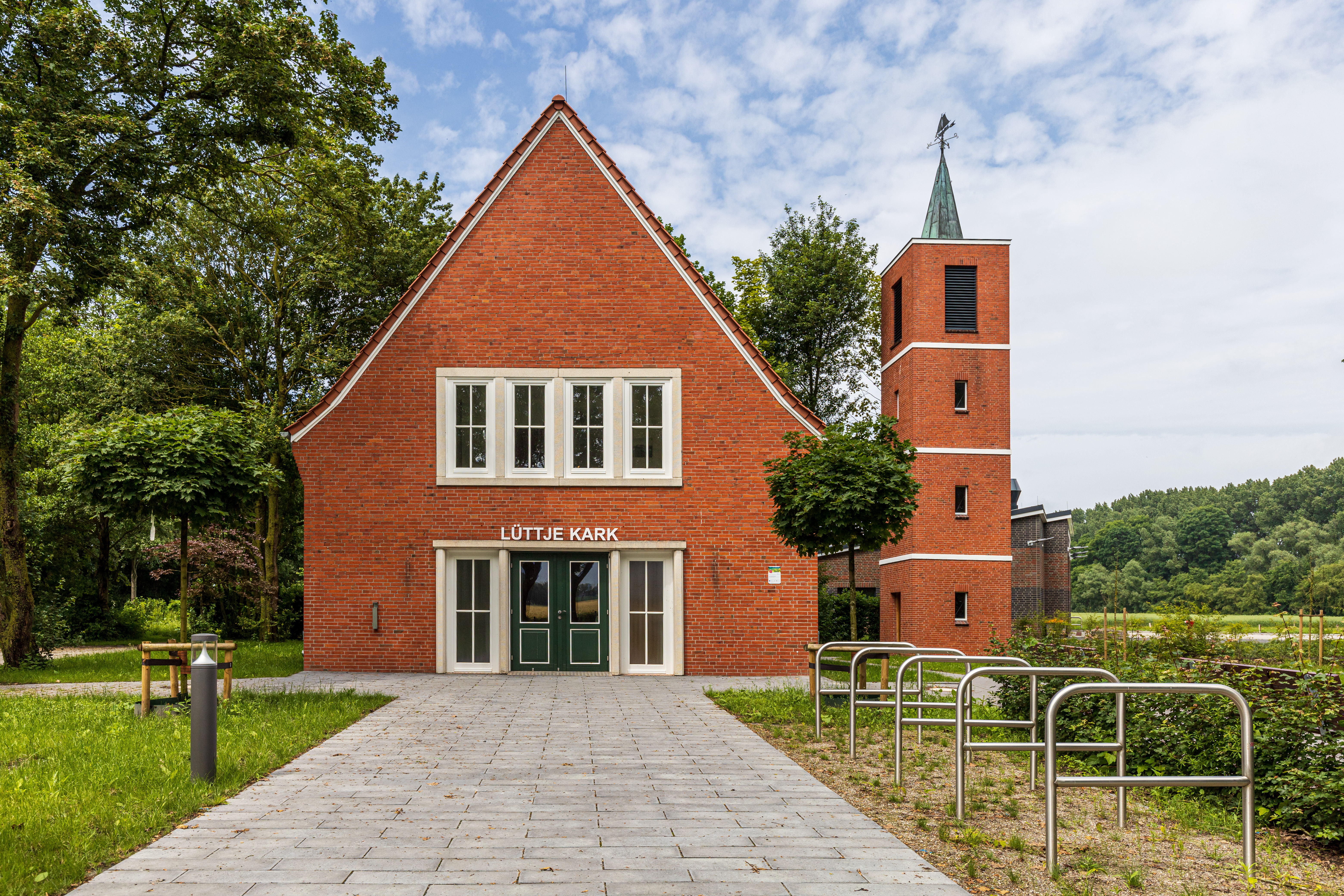
Evangelisch-reformierte Kirche in Leybuchtpolder

Leybuchtpolder ist ein Stadtteil von Norden in Ostfriesland und war bis 1972 eine selbstständige Gemeinde. Leybuchtpolder ist geologisch der jüngste der Norder Stadtteile und hat 463 Einwohner (Dezember 2016), die sich auf einer Fläche von 10,52 Quadratkilometern verteilen. In den Jahren 1947 bis 1950 wurde der Polder endgültig der Nordsee abgewonnen, als der fast 5 km lange Störtebekerdeich geschlossen wurde. An der Stelle der Deichschließung steht jetzt ein Denkmal. Verwaltungstechnisch ist Leybuchtpolder der zweitjüngste Stadtteil nach Tidofeld, das erst 1996 ein eigenständiger Ortsteil wurde.

## Geschichte
Beim Einbruch der Leybucht während einer Sturmflut am 9. Oktober 1374 wurden etwa 20.000 Hektar Land überflutet. Sowohl Norden (die heutige Kernstadt) als auch Marienhafe erhielten einen Zugang zum offenen Meer. Norden blieb danach noch über Jahrhunderte eine Hafenstadt von einiger Bedeutung. In den nächsten Jahrhunderten wurden sukzessive Landgewinnungsmaßnahmen vorgenommen, deren Abschluss die Eindeichung des Leybuchtpolders bildete. Weitergehende Eindeichungen wurden in den 1950ern zwar erwogen, später jedoch aus Naturschutzgründen nicht mehr umgesetzt, da die Leybucht ein Vogelrastgebiet von internationaler Bedeutung ist.
Nach Abschluss der Eindeichung wurde 1952 mit der Besiedlung des neu gewonnenen Landes begonnen. Dabei wurden sowohl Einheimische als auch Heimatvertriebene aus den früheren Ostgebieten des Deutschen Reichs berücksichtigt, die in der Region in größerer Zahl aufgenommen wurden. Einheimische wie Vertriebene erhielten jeweils die Hälfte des Landes. Bevorzugt berücksichtigt wurden dabei die Deicharbeiter, die die Landnahme mit ihrer Arbeit erst ermöglicht hatten.
Innerhalb des Polders wurden folgende Siedlungsflächen geschaffen: 53 landwirtschaftliche Betriebe im Umfang von zehn bis 16 Hektar, 21 Betriebe in der Größenordnung von sieben bis zehn Hektar sowie 28 Arbeiter- und Handwerkerstellen, deren Grundstücke
einen Hektar umfassten. Etwa zwölf Kilometer Straßen wurden angelegt.
Offiziell gegründet wurde die Gemeinde Leybuchtpolder am 1. Juli 1954. Ab 1965 war sie Gliedgemeinde der Samtgemeinde Leybucht, die im Zuge der niedersächsischen Kommunalreform am 1. Juli 1972 nach Norden eingemeindet wurde. Leybuchtpolder ist seither ein Stadtteil mit eigenem Ortsvorsteher.

## Wappen
| | Blasonierung: „Von Gold und Blau im Wellenschnitt geteilt, oben ein blaues dreiblättriges Kleeblatt, unten ein goldenes Spatenblatt.“ |
| Wappenbegründung: Das Gebiet der Gemeinde Leybuchtpolder wurde erst nach dem Zweiten Weltkrieg, nach dem Bau des Störtebekerdeichs, besiedelt. Als Zeichen für die Gewinnung des Neulandes aus der Leybucht stehen der Wellenschnitt und das Spatenblatt. Die besondere Fruchtbarkeit des jungen Marschlandes symbolisiert das Kleeblatt. Die Farben Blau und Gold sind dem Wappen der Kreisstadt Norden entnommen. | |

## Infrastruktur
Mittelpunkt des Ortes ist der künstlich geschaffene Dorfteich. In Leybuchtpolder gibt es eine Grundschule. 2008 wurde sie mit einer Sporthalle versehen, die zu einem Gutteil durch Spenden und mit Eigenleistungen der Einwohner gebaut wurde. Im Ort gibt es eine Evangelisch-lutherische und eine Evangelisch-reformierte Kirche. Das Sportangebot wird durch den SV Leybucht sichergestellt, der über einen Sportplatz verfügt.